# منظمة الرياضة والترفيه الدولية لمرضى الشلل الدماغي
منظمة الرياضة والترفيه الدولية لمرضى الشلل الدماغي (بالإنجليزية: Cerebral Palsy International Sports and Recreation Association)‏ هي عضو مؤسس في اللجنة البارالمبية الدولية ، وهي منظمة رياضية وترفيهية دولية لمرضى الشلل الدماغي والحالات العصبية المرتبطة به. أتاحت المنظمة فرصًا ترفيهية، وطورت الرياضات التكيفية كما نظمت فعاليات رياضية للأشخاص المصابين بالشلل الدماغي والحالات العصبية المرتبطة به.
تأسست المنظمة عام 1969 من أعضاء من جميع أنحاء العالم ومجتمع من المتطوعين بما في ذلك مجلس استشاري ولجان متخصصة وشبكات، اندمجت منظمة الرياضة والترفيه الدولية لمرضى الشلل الدماغي مع الاتحاد الدولي لرياضة الكراسي المتحركة ومبتوري الأطراف في نوفمبر 2022 مشكلين رياضة القدرة العالمية.

## الرياضة
1. ألعاب القوى
2. بوكيا
3. كرة القدم لذوي الشلل الدماغي
4. سباحة
5. سباق التعرج على الكراسي المتحركة
6. سباق الجري

## الدول الأعضاء تاريخيًا

### بلدان
1. أستراليا
2. النمسا
3. البحرين
4. بلجيكا
5. البرازيل
6. كندا
7. كاتالونيا
8. الصين
9. تايبيه الصينية
10. كولومبيا
11. كرواتيا
12. جمهورية التشيك
13. الدنمارك
14. مصر
15. إنجلترا
16. جزر فارو
17. فنلندا
18. فرنسا
19. ألمانيا
20. هونغ كونغ
21. المجر
22. الهند
23. إيران
24. إيطاليا
25. اليابان
26. كوريا الجنوبية
27. الكويت
28. ليتوانيا
29. مالطا
30. المكسيك
31. المغرب
32. هولندا
33. بولندا
34. البرتغال
35. قطر
36. روسيا
37. إسكتلندا
38. سنغافورة
39. سلوفاكيا
40. جنوب إفريقيا
41. إسبانيا
42. السويد
43. سويسرا
44. تايلاند
45. تونس
46. الإمارات العربية المتحدة
47. الولايات المتحدة
48. فنزويلا

## الأحداث الرياضية
نظمت منظمة الرياضة والترفيه الدولية لمرضى الشلل الدماغي أول دورة ألعاب عالمية للشلل الدماغي في عام 1972، وقد أصبح الاتحاد الدولي لألعاب القوى في أستراليا (CPISRA) مستقلاً عن الاتحاد الدولي لألعاب القوى في عام 1978 ومنذ ذلك الحين أقام بطولات إقليمية وعالمية منتظمة. في عام 2018، استضافت مدينة سانت كوجات في إسبانيا دورة الألعاب الأولمبية للمصابين بالشلل الدماغي واستضافت 600 مشارك من 30 دولة حول العالم مسجلةً الدورة الأوسع برنامجًا حتى عام 2025، وقد كان المتنافسون من المستوى العالمي في الرياضات البارالمبية النخبوية، بالإضافة إلى معسكرات ومسابقات رياضية تنموية.
لقد تبين أن هذه كانت آخر دورة ألعاب عالمية لمنظمة الرياضة والترفيه الدولية لمرضى الشلل الدماغي قبل دمجها وإنشاء رياضة القدرة العالمية وتقديم أول إصدار للألعاب عالمية لرياضة القدرة في عام 2023.

## الأحداث
| رقم الإصدار. | العام | اسم الاحتفالية                                                                                       | المدينة المستضيفة     | حفل الافتتاح | حفل الختام | م.                            |
| ------------ | ----- | --- | --------------------- | ------------ | ---------- | ----------------------------- |
| 1            | 1974  | 1. الألعاب الدولية للشلل الدماغي                                                                     | لندن                  |              |            |                               |
| 2            | 1976  | 2. الألعاب الدولية للشلل الدماغي                                                                     | مونترودا [الإنجليزية] |              |            |                               |
| 3            | 1978  | 3. الألعاب الدولية للشلل الدماغي                                                                     | إدنبرة                | يوليو 1978   | يوليو 1978 | [ 1 ] [ 2 ]                   |
| 4            | 1980  | 4. الألعاب الدولية للشلل الدماغي                                                                     |                       |              |            | [ 1 ]                         |
| 5            | 1982  | 5. الألعاب الدولية للشلل الدماغي                                                                     | غريف [الإنجليزية]     |              |            | [ 1 ]                         |
| 6            | 1986  | 6. الألعاب الدولية للشلل الدماغي                                                                     | غيتس                  |              |            |                               |
| 7            | 1989  | روبن هود ألعاب الشلل الدماغي العالمية                                                                | نوتنغهام              |              |            | [ 1 ]                         |
| 8            | 1993  | روبن هود ألعاب الشلل الدماغي العالمية                                                                | نوتنغهام              |              |            | [ 1 ] [ 3 ]                   |
| 9            | 1997  | روبن هود ألعاب الشلل الدماغي العالمية                                                                | ديلدن [الإنجليزية]    | 8 مايو       | 12 مايو    | [ 4 ] [ 1 ]                   |
| 10           | 2001  | الألعاب العالمية لمنظمة الشلل الدماغي الدولية للرياضة والترفيه روبن هود ألعاب الشلل الدماغي العالمية | نوتنغهام              | 19 يوليو     | 29 يوليو   | [ 1 ] [ 5 ] [ 6 ] [ 7 ] [ 8 ] |
| 11           | 2005  | الألعاب العالمية لمنظمة الشلل الدماغي الدولية للرياضة والترفيه                                       | نيو لندن (كونيتيكت)   | 27 يونيو     | 11 يوليو   | [ 1 ] [ 9 ] [ 10 ] [ 11 ]     |
| 12           | 2015  | الألعاب العالمية لمنظمة الشلل الدماغي الدولية للرياضة والترفيه                                       | نوتنغهام              | 6 أغسطس      | 16 أغسطس   | [ 12 ]                        |
| 13           | 2018  | الألعاب العالمية لمنظمة الشلل الدماغي الدولية للرياضة والترفيه                                       | سانت كوجات ديل فاليس  | 9 أغسطس      | 12 أغسطس   | [ 13 ]                        |
| 14           | 2023  | ألعاب عالمية لرياضة القدرة                                                                           | ناخون راتشاسيما       | 3 ديسمبر     | 9 ديسمبر   |                               |

## روابط خارجية
- الموقع الرسمي لهذه المنظمة
- اللجنة البارالمبية في هونج كونج والرابطة الرياضية للأشخاص ذوي الإعاقة (وكالة عضو في الاتحاد الرياضي واللجنة الأولمبية في هونج كونج، الصين )